# Melling-with-Wrayton
Koordinaten: 54° 8′ N, 2° 37′ W

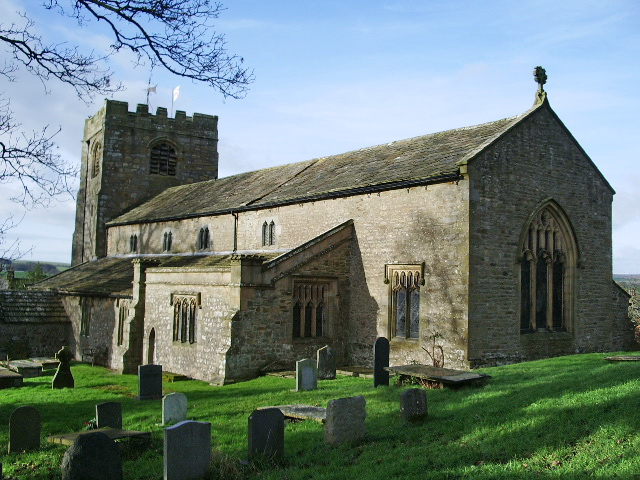
St Wilfrid’s Church, Melling

Melling-with-Wrayton ist eine Civil Parish in Lancashire, England mit 290 Einwohnern (2001), die aus dem Dorf Melling und dem Weiler Wrayton besteht. Der Ort wird im Domesday Book als Mellinge erwähnt.
Melling liegt auf einer natürlichen Anhöhe über dem River Lune, dessen Lauf einst dichter am Ort war, der sich aber nun in westlicher Richtung an den Ort Arkholme verschoben hat. Mitten im Ort befinden sich die Überreste einer Festung aus dem 12. Jh. Die Befestigung war auf einem künstlich angelegten Hügel, einer Motte, errichtet worden. Dieser Hügel erhebt sich noch heute 6 m im Garten des Pfarrhauses, er ist aber stark beschädigt worden. Überreste des Wehrturms sind nicht mehr vorhanden. Die Burg ist eine von mehreren Burgen im Tal des River Lune, die heute nicht mehr existieren, die aber einst als eine wichtige Verteidigungslinie gegen feindliche Einfälle aus dem Norden nach England, die über den Gebirgspass des Shap Summit und dann entlang dem Lauf des River Lune bei Tebay vollzogen werden konnten, schützten und noch heute den Grenzlandcharakter dieser Gegend nach der normannischen Eroberung demonstrieren.
Die Lage der Kirche St Wilfrid auf dem Festungshügel von Melling und normannische Überreste an ihren Wänden lassen vermuten, dass sie in der Kapelle des Wehrturms ihren Ursprung hat. Die ältesten heute noch vorhandenen Gebäudeteile der Kirche sind um 1300 entstanden. Doch stammt ein Großteil des Gebäudes aus dem 15. Jh. und wurde sowohl im 18. Jh. wie auch im 19. Jh. gleichermaßen umgebaut und restauriert. Die Kirche ist heute in Grade-I geschütztes Baudenkmal.
Bis 1952 hatte Melling einen Bahnhof an der Bahnstrecke der ehemaligen Furness and Midland Joint Railway, die heute Teil der Bahnstrecke Leeds–Morecambe ist.